# Рајмонди (Савона)
Рајмонди је насеље у Италији у округу Савона, региону Лигурија.
Према процени из 2011. у насељу је живело 5 становника. Насеље се налази на надморској висини од 202 м.